# 메모리얼 스타디움 (세인트존스)
메모리얼 스타디움(Memorial Stadium)은 캐나다 뉴펀들랜드 래브라도주 세인트존스에 위치한 실내 경기장이다. 과거 AHL 세인트존스 메이플리프스의 홈경기장으로 사용했다.